# قرار مجلس الأمن التابع للأمم المتحدة رقم 1509
قرار مجلس الأمن التابع للأمم المتحدة رقم 1509، المتخذ بالإجماع في 19 أيلول / سبتمبر 2003، بعد الإشارة إلى جميع القرارات السابقة بشأن الحالة في ليبيريا، بما في ذلك القرار 1497 (2003)، أنشأ المجلس بعثة الأمم المتحدة في ليبيريا التي يبلغ قوامها 15000 فرد للمساعدة في تنفيذ وقف إطلاق النار واتفاقية السلام.
قبل اعتماد القرار، أُبلغ المجلس أن هناك حاجة إلى العديد من قوات حفظ السلام لإنهاء «دائرة الوحشية والعنف والفساد وعدم الاستقرار». كان من المقرر أن تحل بعثة الأمم المتحدة في ليبريا محل قوة غرب إفريقيا المرخصة السابقة التابعة للأمم المتحدة في البلاد من 1 أكتوبر 2003 

## القرار

### أعمال
بموجب الفصل السابع من ميثاق الأمم المتحدة، أنشأ المجلس بعثة الأمم المتحدة في ليبريا لفترة أولية مدتها اثني عشر شهرًا. وستتألف من 15000 فرد عسكري من بينهم 250 مراقبا عسكريا و160 موظفا و1115 شرطي. وكان من المقرر أن يقود العملية جاك كلاين، الممثل الخاص للأمين العام في ليبريا. وقد مُنحت تفويضًا شاملاً في المجالات المتعلقة بدعم اتفاق وقف إطلاق النار، وحماية موظفي الأمم المتحدة ومرافقها، ودعم المساعدة الإنسانية، ودعم الإصلاح الأمني وتنفيذ عملية السلام التي تضمنت انتخابات عام 2005.
وطالب القرار بإنهاء الأعمال العدائية في جميع أنحاء ليبيريا، والوفاء بالتزامات جميع الأطراف المعنية والتعاون مع بعثة الأمم المتحدة في ليبيريا. طُلب من الحكومة الليبيرية إبرام اتفاقية وضع القوات مع الأمين العام كوفي أنان في غضون 30 يومًا، وكان على جميع الأطراف الليبيرية ضمان وصول المنظمات الإنسانية دون عوائق إلى السكان المدنيين. أقر المجلس بأهمية حماية الأطفال وفقاً للقرار 1379 (2001) والقرارات ذات الصلة وطالب كذلك بوضع حد لاستخدام الجنود الأطفال. كما تم تسليط الضوء على وضع النساء والفتيات، وفقا للقرار 1325 (2000). وفي غضون ذلك، لن ينطبق حظر الأسلحة المفروض على البلاد على أفراد بعثة الأمم المتحدة في ليبريا.
تمت مطالبة جميع الدول بوقف دعم الجماعات العسكرية في البلدان المجاورة، بينما طُلب من الحكومة الانتقالية في ليبيريا إعادة العلاقات الدبلوماسية مع الدول المجاورة والمجتمع الدولي. وطُلب من المجتمع الدولي النظر في تقديم المساعدة في المستقبل إلى ليبريا فيما يتعلق بالتنمية الاقتصادية. وشدد المجلس على ضرورة إنشاء محطات إذاعية للأمم المتحدة لإطلاع الجمهور الليبري على دور بعثة الأمم المتحدة في ليبريا وعملية السلام. وفي إشارة إلى برنامج نزع السلاح والتسريح وإعادة الإدماج والإعادة إلى الوطن، دعا القرار الحكومة الانتقالية، وحركة الليبيريين المتحدين من أجل المصالحة والديمقراطية والحركة من أجل الديمقراطية في ليبيريا إلى التعاون مع بعثة الأمم المتحدة في ليبيريا في تنفيذ العملية.
وأخيراً، صدرت تعليمات إلى الأمين العام بتقديم تحديثات منتظمة عن الحالة في ليبريا، بما في ذلك تقرير كل 90 يوماً، إلى المجلس.

## روابط خارجية
- نص القرار في undocs.org
- موقع ويب بعثة الأمم المتحدة في ليبريا